# Vestal Goodman

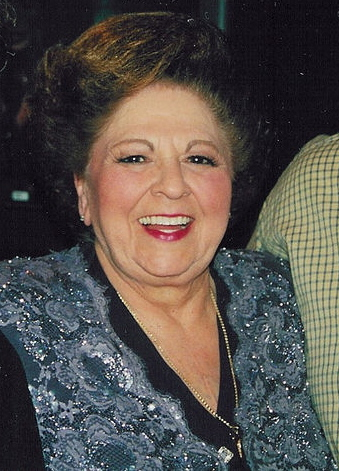
Vestal Goodman 2001

Vestal Goodman (* 13. Dezember 1929 in Fyffe, Alabama; † 27. Dezember 2003 in Celebration in der Nähe von Orlando) war eine US-amerikanische Gospel-Sängerin. Sie wurde Queen of Gospel Music genannt.
Goodman wurde in den 1950er Jahren als Mitglied der Gruppe The Happy Goodman Family bekannt. Goodmans Werke werden neben dem Gospel auch der Unterform Southern Gospel zugeordnet.

## Leben
Goodman wurde am 13. Dezember 1929 als Vestal Freeman geboren und wuchs in Fyffe in Alabama auf. Bereits als Kind träumte sie davon, Opernsängerin zu werden. Sie wuchs in einer kirchennahen Umgebung auf. Ab dem Alter von 13/14 Jahren schulte sie ihre Stimme und mit 16 Jahren begann sie Southern Gospel zu singen.
Einige Jahre später traf sie Howard Goodman bei einer Veranstaltung in Albertville. Die beiden verliebten sich und heirateten am 7. November 1949. Die Ehe der beiden bestand bis zu Howard Goodmans Tod im November 2002. Anstatt einer Opernkarriere blieb Goodman dem Gospel ihrer Jugend treu. Mit ihrem Ehemann Howard und seinen Brüdern Rusty und Sam trat sie unter dem Namen The Happy Goodman Family als Gruppe auf. In den 1950er Jahren wurde die Gruppe bekannter. In dieser Zeit veröffentlichten The Happy Goodmans zunächst drei unabhängige Alben. Sie unterzeichneten dann einen Plattenvertrag mit Word’s Canaan Records, einem Label, bei dem sie knapp 25 Jahre unter Vertrag standen. Die Gruppe war eines der Gründungsmitglieder der Gospelsendung The Gospel Singing Jubilee. 1979 trat die Gruppe im Weißen Haus auf Einladung von Präsident Carter auf. Die Gruppe wurde 1998 in die Gospel Music Hall of Fame aufgenommen. Nach dem Jahr 1990, als die The Happy Goodman Family das Album Reunion aufgenommen hatte, starben Rusty und Sam Goodman und die Gruppe trat fortan mit dem Musiker Johny Minnick auf, nun bekannt als Happy Goodmans.

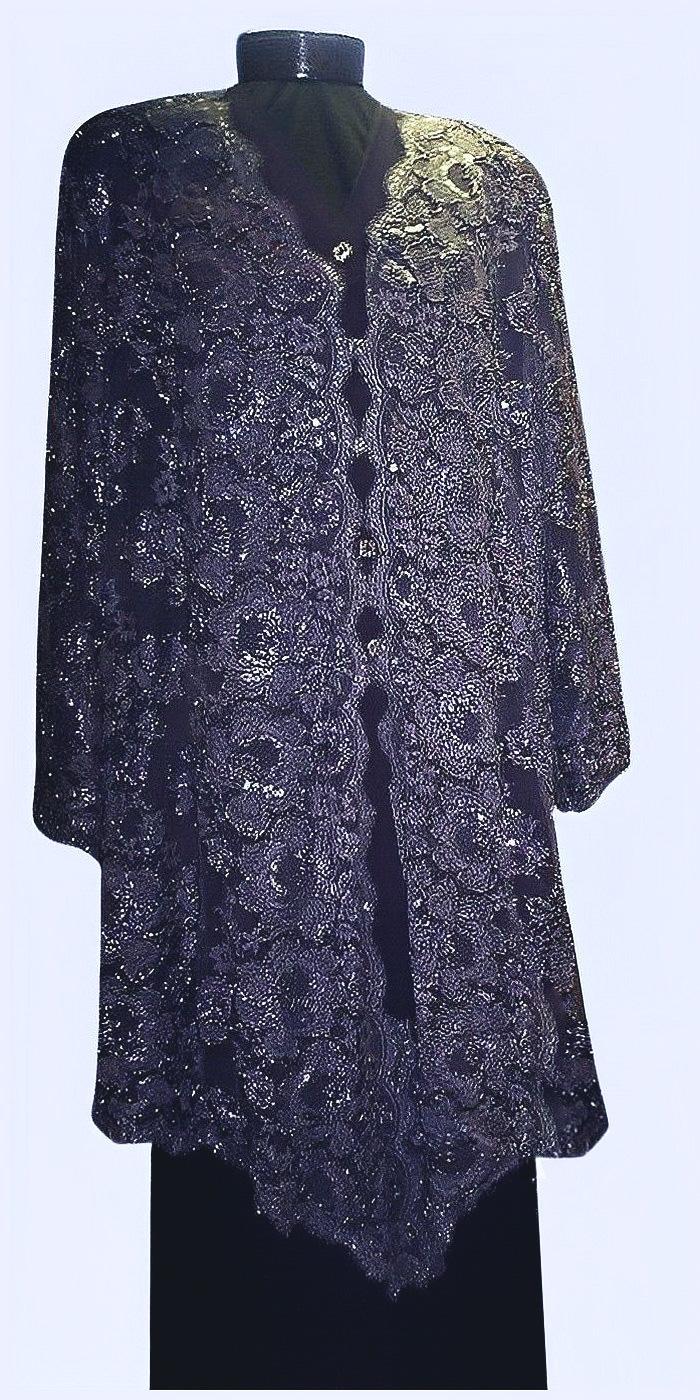
Von Vestal Goodman getragenes Kleid

Vestal Goodman litt Teile ihres Lebens unter Herzkrankheiten. Nachdem sie für einige Zeit wegen Krankheit bei den Konzerten nicht hatte auftreten können, begrüßte die Gruppe sie bei ihrer Rückkehr mit dem Klassiker der LeFevres The Old Gospel Ship. Dieses Lied, das sie mehrere Male aufführten, traf zu dieser Zeit den Wunsch der Hörerschaft nach emotionaler Musik. Das war zu einer Zeit, als der Southern Gospel stark zu expandieren begann. Bei ihren Konzerten betrat Vestal Goodman den Konzertsaal oft von der Seite oder von der Rückseite und fing dort zu singen an. Bekannt war sie für ihre Haarpracht, ihre leuchtenden Kleider und ihr weißes Taschentuch, mit dem sie bei ihren Auftritten oftmals dem Publikum zuwinkte. Goodman erreichte nach Einschätzungen mit der Familiengruppe Anfang der 1980er Jahre ihren Höhepunkt und wurde als Queen of Gospel Music bekannt.
Neben ihren Auftritten mit der Gruppe trat sie auch als Solistin auf. Ihr erstes Solo-Album nahm sie 1975 auf. Weitere Solo-Alben folgten 1999 und 2000, wo sie mit Freunden wie George Jones, Dolly Parton und Vince Gill sang. Im Jahr 1969 wurde Vestal Goodman die erste Trägerin des Dove Award für eine weibliche Sängerin.
Vestal trat in der Homecoming Series von Bill Gaither auf. Sie war eine der Sängerinnen, die bereits im ersten Videos zu sehen waren. Nach dem Tode ihres Mannes im November 2002 wurde sie nach einem möglichen Ruhestand gefragt, worauf sie antwortete, dass man von einer Berufung nicht in den Ruhestand gehe.
Sie starb am 27. Dezember 2003 in Celebration in der Nähe von Orlando im Alter von 74 Jahren an Komplikationen einer Grippeerkrankung. Goodman hatte sich in Celebration für einen Weihnachtsurlaub aufgehalten. Kurz vor ihrem Tod hatte sie erfahren, dass sie als Einzelperson in die Gospel Music Hall of Fame aufgenommen werde. Sie wurde von zwei Kindern, vier Enkeln und drei Urenkeln überlebt.
Im Jahr 2022 wurde sie auf Vorschlag ihrer langjährigen Freundin, der früheren Secretary of State von Alabama Beth Chapman, in die Alabama Women’s Hall of Fame aufgenommen. Ihre Tochter sagte dazu, sie gehe davon aus, dass ihre Mutter diese Auszeichnung sehr geschätzt hätte. Im Jahr 2023 wurden zahlreiche ihrer Lieder zum ersten Mal digitalisiert.

## Würdigung
Der Gospel-Sänger Mark Lowry erinnerte sich an ihre großzügige Art, die jeder geliebt habe. Die Sängerin Dottie Rambo sagte über Goodman, dass diese ihre beste Freundin gewesen sei, die sie bereits vor dem Einstieg in die Welt der Konzerte, Sendungen gehabt habe und mit ihrem Tod verloren hatte.
Der Gospelsänger Michael English schrieb in seiner Autobiographie, dass er sich insbesondere zu Beginn seiner Karriere bei der Entwicklung eines eigenen Stils an Goodmans Art orientiert habe. Auch die Sängerin Kathy Troccoli schrieb in einer Biographie, sie habe Goodman bewundert. Sie bewunderte ihre Gutmütigkeit und ihre Natürlichkeit. Amy Grant bezeichnete Goodmans Arbeit als inspirierend. Ihre Art habe die Leute in dem Glauben bestärkt, dass die Arbeit der Menschen für Gottes Königreich bedeutend sei. Deborah Evans Price hob heraus, dass Goodman eine Person in ihrer Nähe wie einen Teil der Familie behandele, sie unterstütze und bekräftige. Bill Gaither, in dessen Homecoming Videos Vestal und Howard die letzten Jahre aufgetreten waren, bezeichnete die beiden als „National Treasures“.
Goodmans Auftreten wurde von zahlreichen Gospelsängern kopiert. Es wurde jedoch auch von Drag-Queens im Süden der USA als Inspiration genutzt. So nutzten Jeffrey Bennett und Isaac West Goodmans Signaturlied Looking for a City als Modell für Lesungen über die Suche von homosexuellen Männern nach einer Welt, die sie mehr akzeptiere.
Auch nach ihrem Tod hält die Anerkennung von Goodmans Wirken an. So kopierte der Sänger Cody Logan Smith 2009 den Gesang von Goodman und wurde so bekannt. Auch Libbi Perry Stuffle, eine Sängerin der Perrys, begründet ihren Erfolg mit einer Ähnlichkeit von ihrer und Goodmans Stimme.
Goodman gilt als Archetyp einer führenden Gospelsängerin, auch Gospeldiva genannt. Sie verkörperte nicht nur die Gruppe der Goodman Family, sondern den dominanten emotionalen Stil des Southern Gospel seit den 1960er Jahren. Für einige klassische Quartett-Gospelsänger gelten die Goodmans bzw. ihr Erfolg als Ende des zuvor vorherrschenden Quartettstils.
Vestal Goodman war nicht nur Inspiration für zahlreiche Künstler, sondern beeinflusste auch das persönliche Leben zahlreicher Menschen. Als der Sänger George Jones nach einem Autounfall wieder aufwachte, war Vestal Goodman die erste Person, nach der er fragte, obwohl er sie vorher nur einmal getroffen hatte. Er führte dieses Bedürfnis auf Gebete Goodmans für ihn zurück. Die Begegnung mit Vestal nach dem Unfall habe seine Stimmung gebessert und ihn aufgemuntert. Steve Chapman beschreibt eine Begegnung mit Vestal Goodman, die ihn in ihrer vom Vertrauen auf Gott erfüllten Art näher zu Gott geführt habe. Chapman selbst führt auf dieses Gespräch zurück, dass er Drogen, Alkohol und ähnliche Dinge aufgegeben habe.

## Auszeichnungen

### Gewonnen
- 2000: Dove Award: Country Recorded Song of the Year – für das Lied Angel Band[20]
- 1979: 21st Annual Grammy Awards – Best Gospel Performance, Traditional – Refreshing[21]
- 1969 Dove Award: Female Vocalist of the Year[2]

### Nominiert
- 1970: 2nd GMA Dove Award – Female Vocalist of the Year[22]
- 1991: 33rd Annual Grammy Awards – Best Southern Gospel Album – The Reunion[21]
- 1982: 24th Annual Grammy Awards – Best Gospel Performance – Goin Higher[21]

### Weitere Auszeichnungen und Ehrungen
- 1998: Aufnahme in die Gospel Music Hall of Fame als Teil der Happy Goodman Family[23]
- 2002: Aufnahme in die Southern Gospel Music Association Hall of Fame[3]
- 2004: Aufnahme in die Gospel Music Hall of Fame als Einzelperson[6]
- 2022: Aufnahme in die Alabama Women’s Hall of Fame[13]

## Publikationen (Auswahl)
- mit Ken Abraham: Vestal! Lord, I Wouldn’t Take Nothin’ for My Journey Now, Doubleday Religious Publishing Group, 1999.[24]

## Werke (Auswahl)
- 1971: Hallelujah, Canaan Records
- 1981: mit Howard Goodman – New Born Feeling, Word Records
- 1998: ... Moments – Crown Music
- 1999: mit George Jones, Dolly Parton, Russ Taff, the Newsboys, Carman, Jake Hess, Sandi Patty, Andraé Crouch, the Katinas, Vince Gill, Bill Gaither, Gloria Gaither, Janet Paschal und Howard Goodman – Vestal & Friends, Pamplin Music
- 2003: The Gift of Love, Circle Of Friends Inc.